# チャーター・スクール

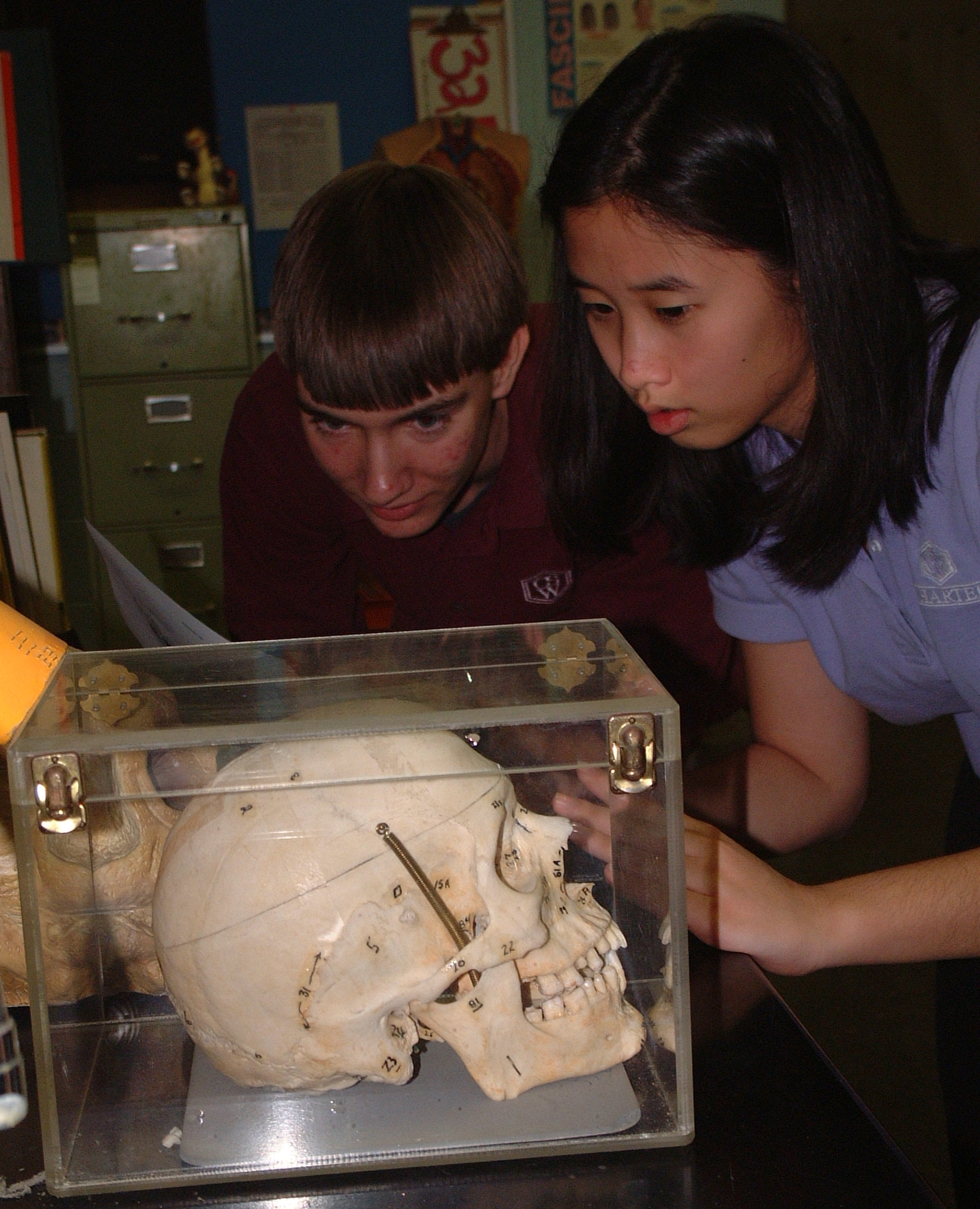
アメリカデラウェア州の理数系チャーター・スクールであるCharter School of Wilmington の生徒達

チャーター・スクール (charter school) は、アメリカ合衆国で1990年代から増えつつある新しい学校の試みで、チャーター (charter) と呼ばれる特別認可、あるいは達成目標契約により認可された、初等教育もしくは中等教育レベルの学校である。
チャーター・スクールは新しいタイプの公立校という説明の仕方がされることもあるが、正しくは公募型研究開発校という方が分かりやすい。保護者、地域住民、教師、市民活動家などが、その地域で新しいタイプの学校の設立を希望し、その運営のための教員やスタッフを集め、その学校の特徴や設立数年後の到達目標を定めて設立の申請を行う。認可された場合、公的な資金の援助を受けて学校が設立される。運営は設立申請を行った民間のグループが担当する。その意味では、公設民間運営校である。ただし、所定の年限の内に目標の達成や就学児童が集まらない事態に陥った時には学校は閉校になり、その場合の負債は運営者たちが負うことになる。

## 歴史
こうした学校のアイディアは、1980年代には既にあったもので、全米教職員組合 (AFT) の大会で、当時の組合長のアル・シャンカーがそのアイディアを提案したことで設立運動が始まった。実現に近づいたのは、1991年ミネソタ州で、チャーター・スクール法が成立してからである。この法律を受けて、1992年同州のセントポールの町にシティーアカデミーという第一号のチャーター・スクールが誕生した。
既存の公立小中学校と並んで、その独自性を主張するため、当初チャーター・スクールは、コンピュータ・リテラシー教育や理科教育に特化した学校、あるいは不登校の子ども達を対象にした学校など、さまざまな特徴あるいは教育的配慮をその前面に押し出していた。その後、白人の子どもに限定したり、ヘブライ語を指導したり、人口構成比率に伴った人種別の入学者数を制定したりする学校が出るなど、教育政策的な色彩も併せ持つようになってきた。全米ではこうした学校の数は急増している。学校数は2009年で5043校に及び、近年は1年で400校程度増えてきている。ニューズウィークが2009年6月4日、全米の高校のトップ1,500校を発表したが、トップ100校の中にチャータースクールが17校含まれていた。

## 現状
2004年の時点で全米のチャーター・スクールは2996校に昇り、そこに通っている生徒の数はおよそ69万人になる。全米の公立学校の3.3%がチャーター・スクールである。この数はまだ増えていくものと予想される。
日本でも、日本の事情に合った日本型のチャーター・スクールの新設が、与党国会議員や市民団体を中心に検討されていたことがある。元東京医療保健大学の教員である大沼安史は、早くからこのような学校を紹介してきた研究者の一人。この団体は2007年に国内導入は困難という結論に達し、解散した。
チャータースクールでは、規定の成果を出さなければチャーターを失ってしまうため、数学やアートなど、特殊な分野を強調したカリキュラムが使われ、よって一般的な生徒より優れた生徒が集まる傾向にある。2008年の統計によると、全米の59%のチャータースクールでは、入学するためのウェイティング・リストがあり、平均198人の生徒が入学の空きを待っている状態である。